# Israël au Concours Eurovision de la chanson junior
Israël participe au Concours Eurovision de la chanson junior depuis 2012.

## Représentants
| Année                          | Artiste     | Chanson             | Langue                           | Traduction du titre      | Place | Points |
| ------------------------------ | ----------- | ------------------- | -------------------------------- | ------------------------ | ----- | ------ |
| 2012                           | Kids.il     | Let the Music Win   | Hébreu, anglais, français, russe | Laisse la musique gagner | 08    | 68     |
| Retrait en 2013, 2014 et 2015. |             |                     |                                  |                          |       |        |
| 2016                           | Shir et Tim | Follow My Heart     | Hébreu, anglais                  | Suivre mon cœur          | 15    | 27     |
| Retrait en 2017.               |             |                     |                                  |                          |       |        |
| 2018                           | Noam Dadon  | Children Like These | Hébreu                           | Des enfants comme eux    | 14    | 81     |
| Retrait depuis 2019.           |             |                     |                                  |                          |       |        |

- Première place
- Deuxième place
- Troisième place
- Dernière place

## Galerie

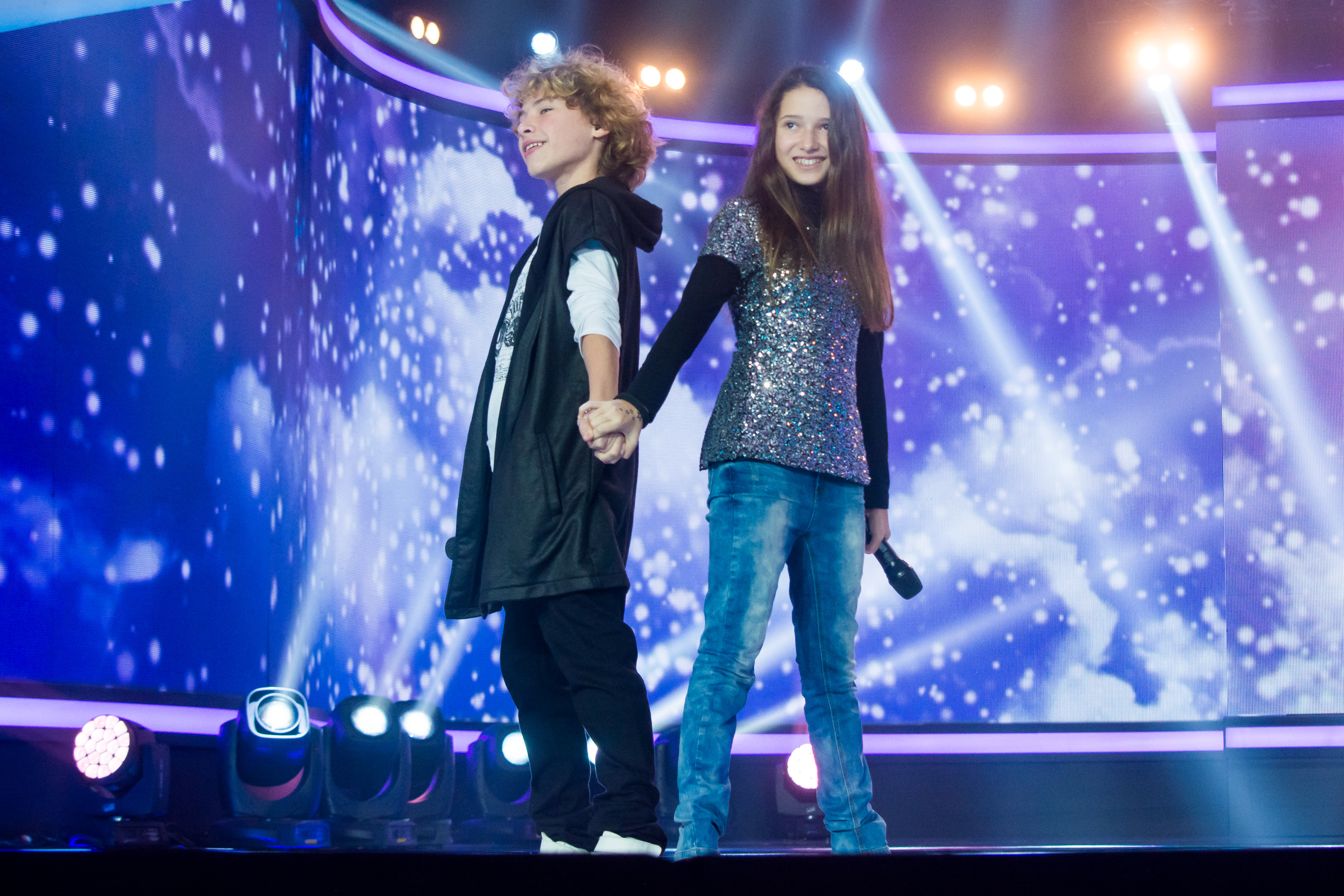
Shir et Tim à La Vallette (2016).